# Рогир ван дер Вейден
Рогир ван дер Вейден (на нидерландски: Rogier van der Weyden; на френски: Rogier da la Pasture; * 1399, Турне, Фландрия, † 18 юни 1464, Брюксел, Брабант) е фламандски художник. Считан за един от тримата велики фламандски художници.

## Биография
Роден е в град Турне, Фландрия, в семейството на Анри дьо ла Пастюр и Анес дьо Ватрело. В периода 1427 – 1432 г. се обучава при Робер Кампен. През 1436 г. е назначен за пожизнен художник на град Брюксел.
Съхранените творби на Ван дер Вейден представляват предимно религиозни триптихи, олтарни картини, както и възложени на него единични и диптихови портрети. Световно признат и успешен още приживе, неговите творби се продават предимно в Италия и Испания. В края на 15 век дори успява да засенчи по популярност Ян ван Ейк. Славата му продължава по-малко от две столетия, когато е почти забравен.
За него започва да се говори отново след 18 век като за един от тримата велики фламандски художници (Vlaamse Primitieven), наред с ван Ейк и учителя му Робер Кампен.

## Брюкселски години
Известно е, че към 1435 г. художникът заедно със семейството си пристига в Брюксел, тогава един от големите европейски градове и една от важните резиденции на могъщите херцози на Бургундия.

### „Снемане от кръста“
Към началото на брюкселския период принадлежи централният олтарен образ „Снемане от кръста“, който има грандиозно емоционално въздействие над зрителя.
Тази творба е поръчана от Гилдията на арбалетчиците на Льовен и първоначално се намира в градския параклис. Впоследствие преминава във владение на Мария Хабсбург, сестра на император Карл V, а сега се намира в Музей „Прадо“ в Мадрид.
Снемането от кръста на Исус (във връзка с полагането му в гроба) е споменато от всички евангелисти, но нито една от книгите на Свещеното писание не свидетелства за това, че при снемането участват Богородица, жени мироносци, Йоан Богослов, които обикновено са изобразявани в произведенията по тази тема.
Идейният център на композицията е мъртвият Исус и Дева Мария, падаща в безсъзнание. Ван дер Вейден нарушава каноните, придавайки на тялото на Девата необичайно, сякаш необикновено емоционално наситено състояние, което е в рефлексия с положението на тялото на нейния син. Този смел и необичаен подход, като че символизира идеята на преданост на Богородица към Богочовека. Положението на ръцете на Христос и неговата майка (новите Адам и Ева) направляват погледа на зрителя към черепа на Адам, илюстриращ същата идея и същност за изкупителната жертва, пренесена от Господ в името на човечеството.

### „Страшният съд“
Стилът на Вейден се различава от грубоватия реализъм на Робер Кампен и изтънчения Проторенесанс на Ян ван Ейк. Това най-нагледно се вижда в полиптиха „Страшният съд“. Той е изписан около 1443 – 1454 г. по поръчка на канцлера Никола Ролен за олтар на параклиса на болницата, осветен последен в бургундския град Бон.
Забележително е, че до наше време тази творба се намира в същото здание, за което някога я е изпълнил Рогир, в град Бон, който е в околностите на Дижон.
На централния панел е изобразен Христос в слава, а фронтално под неговото изображение архангел Михаил изравнява на своите везни тежестта на душите на умрелите. Вдясно от Христос е преклонилата колене Богородица, застъпница на човешкия род, смирено молеща Сина си да прости на човеците техните грехове. И Христос, и светиите, обкръжаващи го, възсядат огнени облаци, под които лежи изгорената земя. Оловните небеса са озарени от адските пламъци. Там, към Ада, са устремени тъжните неразкаяли се грешници. На противоположната страна се насочват спасяващите се. При вратите на Небесния Йерусалим ги посреща ангел. По размах на замисъла и майсторството на изпълнението „Страшният съд“ е Гентският олтар на Рогир ван дер Вейден.

### „Триптих на св. Коломб“
Триптихът се съхранява в Старата пинакотека в Мюнхен, Германия. Посветен е на свети Коломб, наречен „гълъб на църквата“ – ирландски светец, монах, проповедник на християнството в Шотландия. Св. Коломб се счита за един от „дванадесетте апостоли на Ирландия“. През 563 г. той основава първия манастир на територията на тогавашна Шотландия и е негов настоятел.

## Портрети
За портретите, принадлежащи на четката на Рогир ван дер Вейден, са присъщи някои общи черти, което в значителна степен е обусловено от факта, че почти всички негови творби изобразяват представители на висшия клир на Бургундия. На облика и маниера им налага отпечатък общата културна среда, възпитанието и традицията. Художникът детайлно изрисува ръцете на моделите (особено пръстите), облагородява и удължава чертите на техните лица.
Към числото на най-известните, достигнали до нас портрети на бургундски благородници, свързвани с художника, се отнасят изображенията на Филип Добрия (след 1450, Музей за изящни изкуства, Дижон), на неговите синове Шарл Дръзки (Берлинска художествена галерия) и на незаконния Антоан Бургундски (Кралски музеи на изящните изкуства на Белгия), Филип I дьо Кроа (1460, Кралски музей за изящни изкуства (Антверпен), Лоран Фроамон (Кралски музеи на изящните изкуства на Белгия).
- Филип Добрия, херцог Филип Бургундски, музей Грунинге
- Изабела Португалска (1397 – 1471) – трета съпруга на Филип
- Шарл Смели – прибл. 1460 г., масло на дъбова дъска
- Антоан Бургундски
- Йохан I (Клеве-Марк), херцог Клеве – женен за Елизабет Бургундска
- Филип I дьо Кроа

## Влияние
Неговите проницателни, изразителни творби и религиозни схващания оказват съществено влияние на европейската живопис, не само в Италия и Испания, но и във Франция и Германия. Известни негови последователи са Ханс Мемлинг и Мартин Шонгауер.
През зимата на 1460 – 1461 г. в ателието на Рогир е изпратен по заповед на Бианка Мария Висконти, втора съпруга на Франческо I Сфорца и херцогиня на Милано, да се учи при него художника Дзането Бугато. Очевидно има редовни конфикти между ученика и Рогир, като дори се налага намесата на дофина, бъдещият крал Луи XI, за да успокои нещата. Херцогинята на Милано пише на 7 май 1463 г. писмо до Рогир, за да му благодари за обучението на нейния придворен художник.
По всяка вероятност вторият син на Рогир, Петер – роден около 1437 г., се обучава в ателието на баща си. Записано е, че Петер поема ателието след смъртта на баща си и го управлява до 1516 г. Петер ван дер Вейден продължава да работи с помощниците на баща си.